# Lady Shani
Lady Shani, född 2 mars 1993 i Mexico City är en mexikansk luchadora (fribrottare). Hon gjorde sin debut 2009 efter att ha tränats av Dr. Karonte, Silver King och Platino, och har brottats i Lucha Libre AAA Worldwide sedan 2012.
Som många andra mexikanska fribrottare uppträder Lady Shani med mask, enligt traditionerna inom lucha libre. Hennes riktiga namn och identitet är således inte känt av allmänheten.